# Commissione per il commercio internazionale del Parlamento europeo
La commissione per il commercio internazionale (INTA, abbreviazione dell'inglese Committee on International Trade) è una commissione permanente del Parlamento europeo che si occupa della valutazione di tutti gli accordi commerciali e di investimento dell'Unione europea. È composta da 41 eurodeputati ed è attualmente presieduta dal tedesco Bernd Lange.
I principali risultati legislativi guidati attraverso il Parlamento dall'INTA durante la 7ª legislatura (2009-2014) includono regolamenti su "Grandfathering", "Responsabilità finanziaria", assistenza macro-finanziaria a paesi terzi, "Applicazione", "Dual Use", " Pacchetti Omnibus I e II, revisione del sistema di preferenze generalizzate (SPG) e regolamento sull'accesso al mercato (MAR). La legislazione sugli appalti pubblici e la modernizzazione degli strumenti di difesa commerciale (TDI) sarebbe adottata solo se si raggiungesse un accordo con il Consiglio.

## Competenze
In base al regolamento del Parlamento europeo la commissione per il commercio internazionale è la:
1.   le relazioni finanziarie, economiche e commerciali con paesi terzi e organizzazioni regionali;
2.   la tariffa esterna comune e la facilitazione degli scambi commerciali come pure gli aspetti esterni delle disposizioni doganali e della gestione delle dogane;
3.   l'avvio, la supervisione, la conclusione e il seguito degli accordi commerciali bilaterali, multilaterali e plurilaterali che disciplinano le relazioni economiche, commerciali e in materia di investimenti con i paesi terzi e le organizzazioni regionali;
4.   le misure di armonizzazione o normalizzazione tecnica nei settori coperti da strumenti di diritto internazionale;
5.   le relazioni con le organizzazioni internazionali interessate e con le sedi internazionali sulle questioni commerciali nonché con le organizzazioni che promuovono l'integrazione economica e commerciale regionale al di fuori dell'Unione;
6.   le relazioni con l'Organizzazione mondiale per il commercio, compresa la sua dimensione parlamentare.
La commissione assicura il collegamento con le delegazioni interparlamentari e delegazioni ad hoc interessate per gli aspetti economici e commerciali delle relazioni con i paesi terzi.»
(Regolamento del Parlamento europeo, Allegato VI: Attribuzioni delle commissioni parlamentari permanenti, III. Commissione per il commercio internazionale)

## Presidenti
| Presidente     | Nazionalità | Gruppo  | Periodo                          |
| -------------- | ----------- | ------- | -------------------------------- |
| Helmuth Markov | Germania    | GUE/NGL | 2007 – 2009                      |
| Vital Moreira  | Portogallo  | S&D     | 16 luglio 2009 – 18 gennaio 2012 |
| Vital Moreira  | Portogallo  | S&D     | 25 gennaio 2012 – 30 giugno 2014 |
| Bernd Lange    | Germania    | S&D     | 7 luglio 2014 – 18 gennaio 2017  |
| Bernd Lange    | Germania    | S&D     | 23 gennaio 2017 – 1º luglio 2019 |
| Bernd Lange    | Germania    | S&D     | 10 luglio 2019 – In carica       |